# Phyllostomus hastatus
Phyllostomus hastatus är en fladdermusart som först beskrevs av Peter Simon Pallas 1767.  Phyllostomus hastatus ingår i släktet Phyllostomus och familjen bladnäsor. IUCN kategoriserar arten globalt som livskraftig. Inga underarter finns listade i Catalogue of Life. Wilson & Reeder (2005) skiljer mellan två underarter.

## Utseende
Arten når en kroppslängd (huvud och bål) av 11,8 till 13,8 cm, en vingspann av 51,5 till 56,2 cm samt en vikt av 80,5 till 120,4 g vad som gör den till Amerikas näst största fladdermus efter stor spjutnäsa. Den har cirka 8 cm långa underarmar. Honor är allmänt lite mindre och lättare än hannar. Den korta pälsen varierar i färgen mellan svartbrun, bruns, gråbrun eller rödbrun. Djurets flygmembran, öronen och hudflikarna på näsan (bladet) är svartaktiga. Näsans blad består av en hästskoformig del och en uppsatt del som liknar ett spjut. Phyllostomus hastatus har en säckformig kroppsdel på strupen som innehåller en körtel. Kroppsdelen är tydligast hos hannar. I varje käkhalva finns 2 framtänder, en hörntand, 2 premolarer och 3 molarer. Arten saknar vita hårspetsar vad som skiljer den från Phyllostomus discolor. I motsats till Phyllostomus elongatus finns inga vita ställen på flygmembranen.

## Utbredning
Arten förekommer från Guatemala och Belize i Centralamerika till centrala Bolivia och den brasilianska delstaten São Paulo. Habitatet varierar mellan skogar, jordbruksmark och stadsnära områden. Individerna vilar även i byggnader.

## Ekologi
Hos denna fladdermus förekommer flockar med en vuxen hanne och flera honor samt ungkarlsflockar. När Phyllostomus hastatus letar efter föda är varje exemplar ensam men de håller inget långt avstånd från varandra. Födosöket sker främst under kvällen. Viloplatsen används antingen av en enda flock eller flera flockar bildar en koloni som kan ha upp till 585 medlemmar.
Arten jagar flygande insekter med hjälp av ekolokaliseringen och ljudets frekvens ligger mellan 32 och 55 kHz. Dessutom äter Phyllostomus hastatus frukter, nektar och pollen. I sällsynta fall ingår mindre gnagare, småfåglar eller andra fladdermöss i födan.
Efter parningen som sker mellan oktober och december samt dräktigheten föder honan i april eller maj en enda unge. Under de första dagarna följer ungen med på moderns rygg under utflykter. Äldre ungar stannar i boet. Ungen diar sin mor cirka 50 dagar och efter ungefär 2 månader kan den själv flyga. Könsmognaden infaller efter två år.

## Bildgalleri

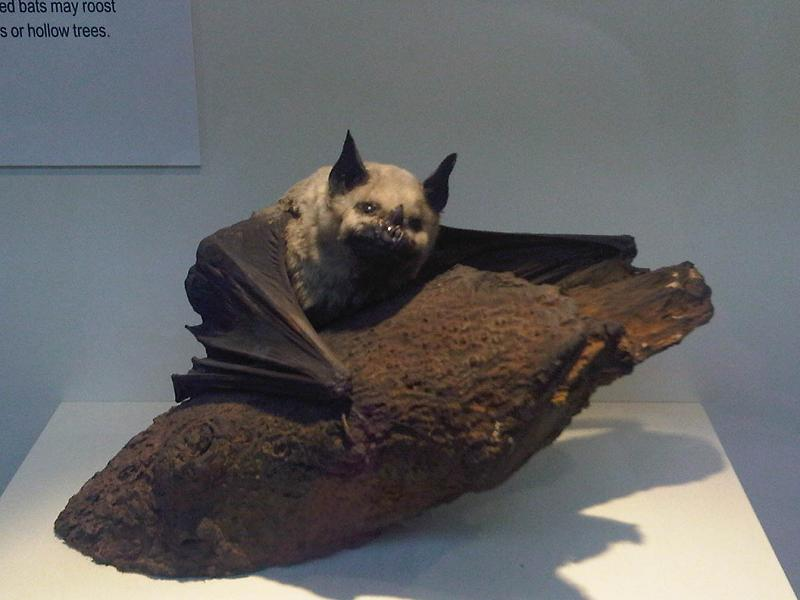
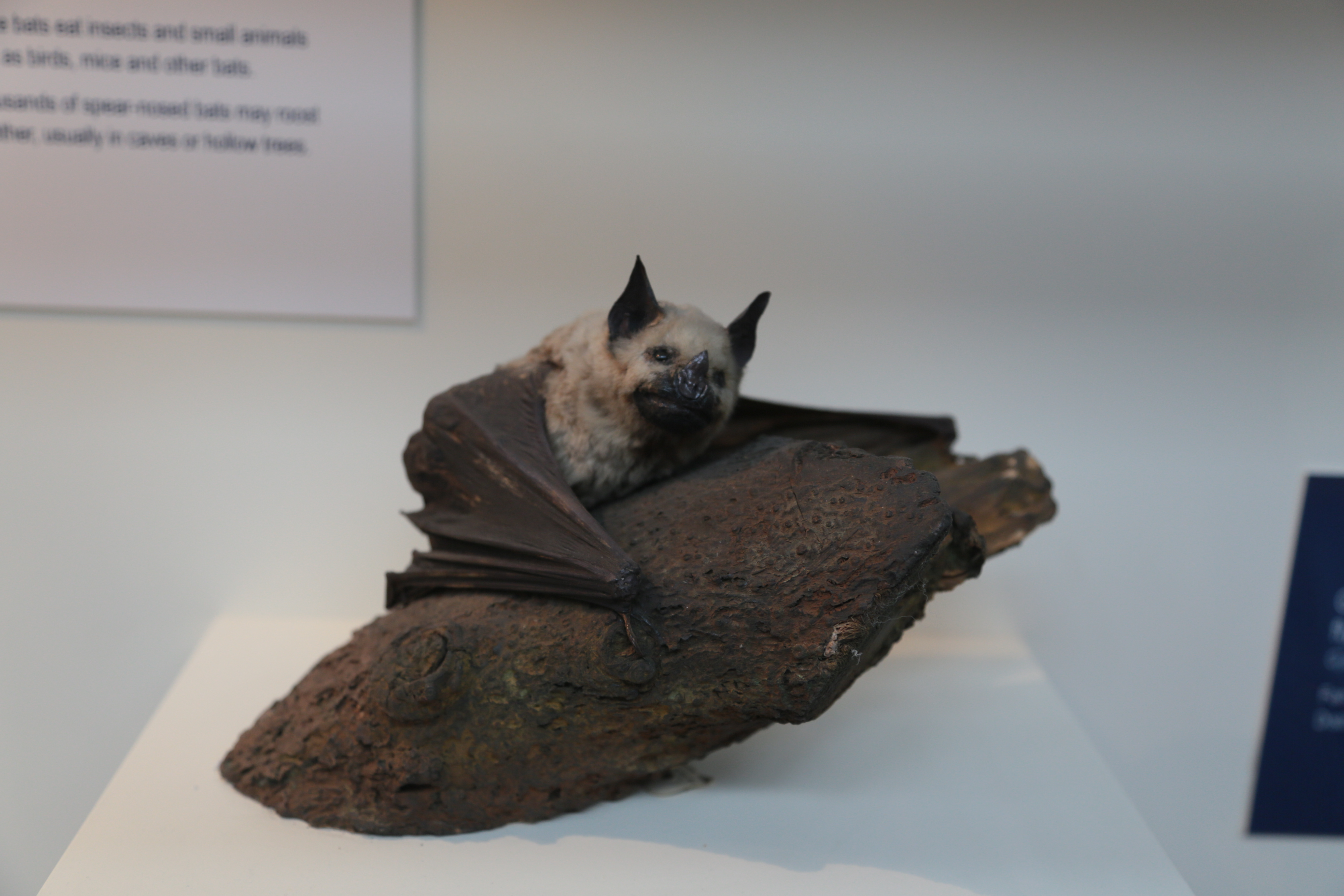